# Ридберговские атомы
Ри́дберговские а́томы (названы в честь Й. Р. Ридберга) — водородоподобные атомы и атомы щелочных металлов, у которых внешний электрон находится в высоковозбуждённом состоянии (вплоть до уровней n порядка 1000). Для перевода атома из основного в возбуждённое состояние его облучают резонансным лазерным светом или инициируют радиочастотный разряд. Размер ридберговского атома может превышать размер находящегося в основном состоянии того же самого атома почти в 106 раз для n = 1000.

## Свойства ридберговских атомов
Электрон, вращающийся на орбите радиуса r вокруг ядра, по второму закону Ньютона испытывает силу
{\displaystyle \mathbf {F} =m\mathbf {a} \Rightarrow {\frac {ke^{2}}{r^{2}}}={\frac {mv^{2}}{r}},}
где {\displaystyle k=1/(4\pi \epsilon _{0})} ({\displaystyle \epsilon _{0}} — диэлектрическая восприимчивость), e — заряд электрона.
Орбитальный момент в единицах ħ равен
{\displaystyle mvr=n\hbar .}
Из этих двух уравнений получим выражение для орбитального радиуса электрона, находящегося в состоянии n:
{\displaystyle r={\frac {n^{2}\hbar ^{2}}{ke^{2}m}}.}
Энергия связи такого водородоподобного атома равна
{\displaystyle W_{n}={\frac {\mathrm {Ry} }{(n-\delta )^{2}}},}
где Ry = 13,6 эВ есть постоянная Ридберга, а δ — дефект заряда ядра, который при больших n несущественен. Разница энергий между n-м и (n + 1)-м уровнями энергии равна
{\displaystyle \Delta W\equiv W_{n}-W_{n+1}\approx {\frac {\mathrm {Ry} }{n^{3}}}.}
Характерный размер атома rn и типичный квазиклассический период обращения электрона равны
{\displaystyle r_{n}\approx a_{\text{B}}n^{2},\quad T_{n}\approx T_{1}n^{3},}
где aB = 0,5⋅10−10 м — боровский радиус, а T1 ~ 10−16 с.
| Главное квантовое число, {\displaystyle n}                | Первое возбуждённое состояние, {\displaystyle n=2} | Ридберговское состояние, {\displaystyle n=1000} |
| --------------------------------------------------------- | -------------------------------------------------- | ----------------------------------------------- |
| Энергия связи электрона в атоме (потенциал ионизации), эВ | ≃ 5                                                | ≃ 10−5                                          |
| Размер атома (радиус орбиты электрона), м                 | ~ 10−10                                            | ~ 10−4                                          |
| Период обращения электрона по орбите, с                   | ~ 10−16                                            | ~ 10−7                                          |
| Естественное время жизни, с                               | ~ 10−8                                             | ~ 1                                             |

### Дипольная блокада ридберговских атомов
При возбуждении атомов из основного состояния в ридберговское происходит интересное явление, получившие название «дипольная блокада».
В разреженном атомном паре расстояние между атомами, находящимися в основном состоянии, велико, и взаимодействия между атомами практически нет. Однако, при возбуждении атомов в ридберговское состояние их радиус орбиты увеличивается в {\displaystyle n^{2}} и достигает величины порядка 1 мкм. В результате атомы «сближаются», взаимодействие между ними значительно увеличивается, что вызывает смещение энергии состояний атомов. К чему это приводит? Предположим, что слабым импульсом света удалось возбудить только один атом из основного в ридберговское состояние. Попытка заселить тот же уровень другим атомом из-за «дипольной блокады» становится заведомо невозможной, так как ридберговское состояние второго атома из-за взаимодействия с первым атомом изменит энергию и, следовательно, будет «вне» резонанса с частотой фотона..
Когерентное управление дипольной блокадой ридберговских атомов лазерным светом делает их перспективным кандидатом для практической реализации квантового компьютера.
По сообщениям научной печати, до 2009 года важный для вычислений элемент квантового компьютера двух-кубитный вентиль экспериментально не был реализован. Однако, имеются сообщения о наблюдении коллективного возбуждения и динамического взаимодействия между двумя атомами и в мезоскопических образцах.
Сильно взаимодействующие ридберговские атомы характеризуются квантовым критическим поведением, что обеспечивает фундаментальный научный интерес к ним независимо от приложений.

## Направления исследования и возможные применения
Исследования, связанные с ридберговскими состояниями атомов, можно условно разбить на две группы: изучение самих атомов и использование их свойств для прочих целей.
Фундаментальные направления исследования:
- Из нескольких состояний с большими n можно составить волновой пакет, который будет более-менее локализован в пространстве. Если при этом большим будет и орбитальное квантовое число, то мы получим почти классическую картинку: локализованное электронное облако вращается вокруг ядра на большом расстоянии от него.
- Если орбитальный момент мал, то движение такого волнового пакета будет квазиодномерным: электронное облако будет удаляться от ядра и снова приближаться к нему. Это аналог сильно вытянутой эллиптической орбиты в классической механике при движении вокруг Солнца.
- Поведение ридберговского электрона во внешних электрических и магнитных полях. Обычные электроны, находящиеся близко к ядру, в основном чувствуют сильное электростатическое поле ядра (порядка 109 В/см), а внешние поля для них играют роль лишь мелких добавок. Ридберговский электрон чувствует сильно ослабленное поле ядра (порядка E0 / n4), и потому внешние поля могут кардинально изменить движение электрона.
- Интересными свойствами обладают атомы с двумя ридберговскими электронами, причем один электрон «крутится» вокруг ядра на большем расстоянии, чем другой. Такие атомы называются планетарными.
- По одной из гипотез, из ридберговского вещества состоит шаровая молния[7].

В 2009 году исследователями из университета Штутгарта удалось получить ридберговскую молекулу.

## Радиоастрономия
Первые экспериментальные данные по ридберговским атомам в радиоастрономии были получены в 1964 году Р. С. Сороченко и др. (ФИАН) на 22-метровом зеркальном радиотелескопе, созданном для исследования излучения космических объектов в сантиметровом диапазоне частот. При ориентации телескопа на туманность Омега в спектре радиоизлучения, идущего от этой туманности, была обнаружена линия излучения на длине волны λ ≃ 3,4 см. Эта длина волны соответствует переходу между ридберговскими состояниями ń = 91 и n = 90 в спектре атома водорода.